# Herman Gustaf Jäderholm

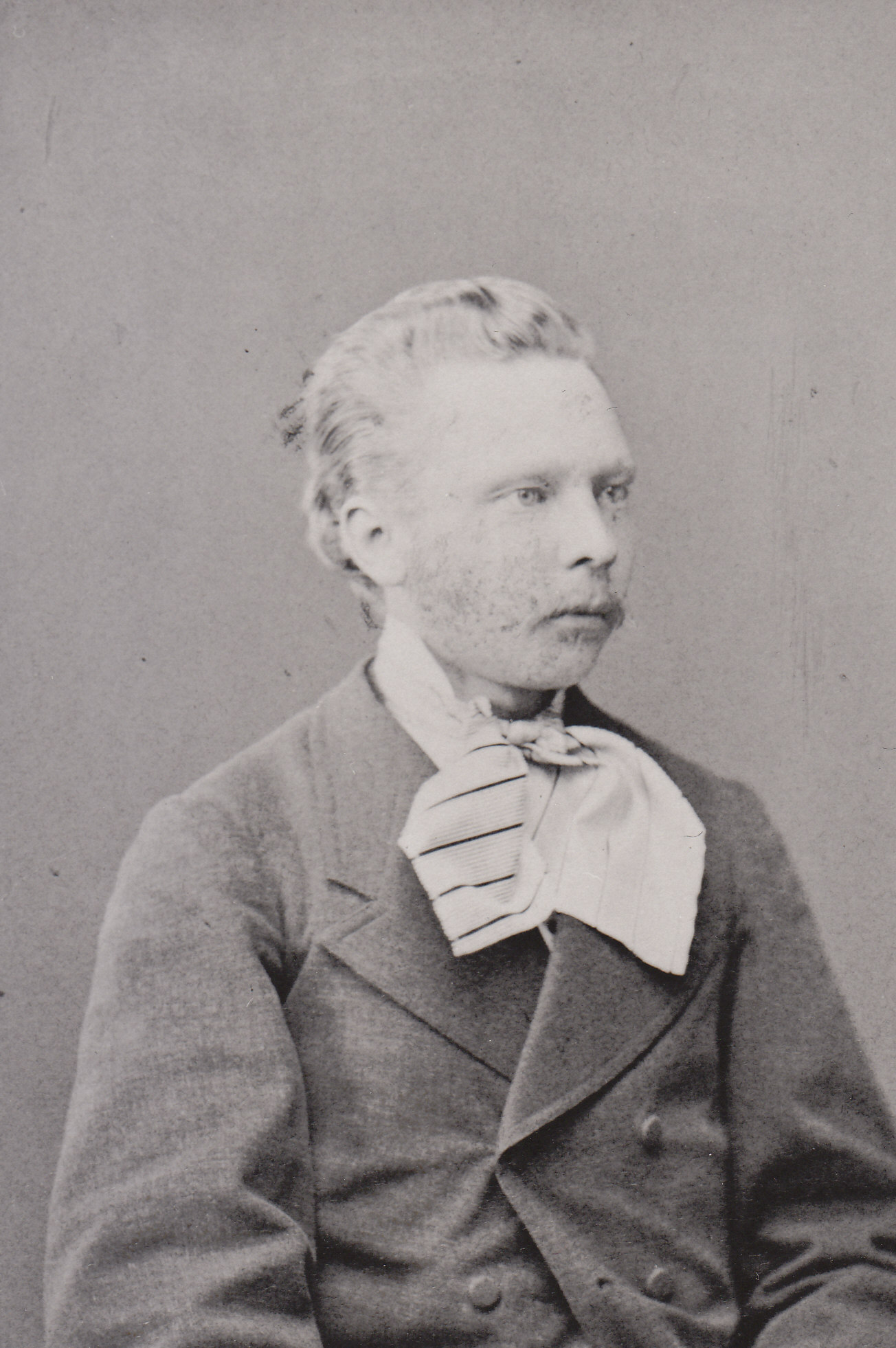

Herman Gustaf Jäderholm, född 19 juli 1850 Kuopio, död 18 juli 1934 Helsingfors, var en företagare från Helsingfors som ägde Helsingfors skeppsvarv & Mekaniska Verkstad. Varvet låg där den nuvarande Olympiaterminalen är. Jäderholms föräldrar var kaplanen i Kuopio, senare kyrkoherden i Jakimvaara, Gustav Vilhelm Jäderholm (1805-1895) och hans hustru Laura Gustava Granit (1818-1893). Jäderholm var gift med Hilma Fredrika Nyberg och de hade bland annat en dotter Greta Lisa Jäderholm-Snellman (1894-1973). Jäderholms grav finns på Gamla begravningsplatsen i Helsingfors.  
Herman Jäderholm gick elementarskolan i Nyslott och var elev vid Lantmäteristyrelsen, men fortsatte sedan på den tekniska banan. Han arbetade som praktikant i S:t Petersburg och var privatelev hos Rudolf Kolster i Helsingfors från 1872 till 1873, varefter han studerade vid Polytekniska institutet. Jäderholm arbetade som verkmästare och ritare vid maskinfabriker i S:t Petersburg från 1874 till 1875 och som teknisk ledare för företaget Osberg & Bade i Helsingfors 1875 till 1886, varefter han blev ägare av varvet Helsingfors skeppsvarv & Mekaniska Verkstad. Firman hade 1898 aktningsvärda 103 anställda och den upphörde 1915.
Jäderholm var vid flera tillfällen medlem av det förstärkta stadsfullmäktige i Helsingfors och styrelseledamot i Helsingfors telefonförening samt ledamot i styrelsen för flera branschföreningar. Jäderholm var 1897 utsedd av Senaten att granska inlämnade projekt till ett nytt isbrytarfartyg (Sampo), han var fullmäktig för Hantverks- och Fabriksföreningen 1897–1905 och under åtta års tid medlem av Taxeringsnämnden i Helsingfors. Under fyra års tid var han medlem av direktionen för mekaniska verkstädernas olycksfallsförsäkringsbolag och under två år besiktningsman för haverier. Jäderholm var medlem i den kommitté Föreningen tillsatte 1899 för frågan om inrättande av en yrkesskola för metallindustri i Helsingfors samt medlem i den kommitté fullmäktige 1900 tillsatte för att föreslå åtgärder till höjande av arbetsskickligheten hos maskinarbetare.

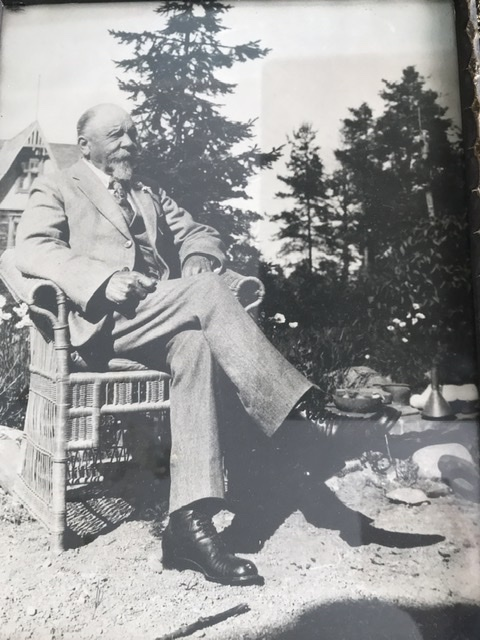

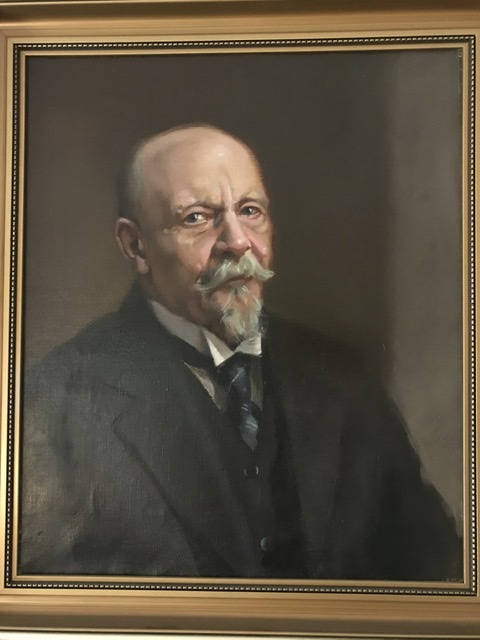